# Giulio Vigoni
Giulio Vigoni (Sesto San Giovanni, 12 settembre 1837 – Menaggio, 17 luglio 1926) è stato un ingegnere e politico italiano.

## Biografia
Nacque primogenito dei cinque figli di Ignazio Vigoni e Luigia Vitali, già moglie senza figli di Giulio Mylius, figlio dell'industriale serico, banchiere e filantropo Enrico Mylius, prematuramente morto trentenne nel 1830. Era fratello maggiore del politico Giuseppe Vigoni.
Laureato in Ingegneria presso l'Università degli Studi di Milano, sindaco della città di Sesto San Giovanni dal 1868 al 1882, divenne senatore del Regno d'Italia nella XVII legislatura. Fra le varie attività che svolse fu nel Comitato Esecutivo della Esposizione Nazionale di Milano del 1881 e della Esposizione internazionale di Milano del 1906.